# Sam B. Norup
Bengt Samuel (Sam) Bengtsson-Norup (ursprungligen Bengtsson), född 19 maj 1896 i Knislinge församling, Kristianstads län, död 5 juli 1973 i Kristianstads Heliga Trefaldighets församling, Kristianstads län (kyrkobokförd i Knislinge församling), var en svensk lantbrukare och politiker (bondeförbundare). 
Norup var under 1940- och 50-talen en av de främsta företrädarna för Bondeförbundet. Åren 1951–57 var han Sveriges jordbruksminister. 

## Biografi
Sam Norup  var son till riksdagsmannen Sven Bengtsson i Norup och Hanna Paulina Bengtsson. Han började som lantbrukare i hembyn Knislinge utanför Kristianstad, där han bland annat arrenderade gården Norup, vars namn han snart tog som sitt eget. Han var verkställande direktör för Knislinge andelsmejeri åren 1926–32, och ledamot i 1938 års jordbruksutredning. Han var 1944–51 ordförande i Svenska mejeriernas riksförening och blev ledamot av Kungliga Lantbruksakademien 1945.
Norup blev tidigt politiskt aktiv inom Bondeförbundet, vilket han representerade i riksdagens andra kammare 1940–60. Han var en av tillskyndarna till koalitionen med Socialdemokraterna 1951–1957 där han själv blev jordbruksminister och stod såsom förste vice ordförande i Bondeförbundet till en början partiledaren Gunnar Hedlund nära. 
I samband med rättegången och senare domen mot Hedlund för felaktig självdeklaration 1952 kom han på kant med sin forne vän. Skånedistriktet, där både Norup och ecklesiastikminister Ivar Persson var medlemmar, krävde partiledarens avgång, och framförde Norup som sin kandidat till partiledarposten. Även gentemot riksdagsgruppen kom Norup på kant när den 1956 krävde att koalitionen med Socialdemokraterna skulle upplösas. Det stod snart klart att Norup borde lämna partiets ledning, och därmed även regeringen. Han önskade själv att få bli landshövding i Jönköpings län, vilket Socialdemokraterna accepterade. Gunnar Hedlund framförde emellertid önskemålet att Norup skulle bli ny generaldirektör för Lantbruksstyrelsen. Detta accepterades och han tillträdde i februari 1957, och kom att stanna fram till pensioneringen 1962, då han återvände till hemgården i Knislinge. Han var även aktiv i Knislinge missionskyrka samt en av de mer tongivande personerna inom Svenska missionsförbundet på 1900-talet. 
Sam Norup gifte sig 1921 med Signe Henricsson (1897–1982). Han ligger begravd på Knislinge kyrkogård norr om Kristianstad, bredvid sin far Sven Bengtsson.

## Utmärkelser

### Svenska utmärkelser
- Riddare av första klassen av Vasaorden, 1939.[1]
- Riddare av Nordstjärneorden, 1947.[2]

- Kommendör med stora korset av Nordstjärneorden, 23 november 1955.[3]
- Ledamot av Kungl. Lantbruksakademien, 1945.[4]

### Utländska utmärkelser
- Riddare av första klassen av Finlands Vita Ros' orden, 1946.[5][6]